# 스카이 하이 (2005년 영화)
《스카이 하이》(영어: Sky High)는 2005년 개봉한 미국의 슈퍼히어로 코미디 영화이다. 마이크 미첼이 연출하고, 마이클 앵거라노, 커트 러셀, 켈리 프레스턴, 대니엘 패너베이커, 메리 엘리자베스 윈스테드 등이 출연하였다.
이 영화는 2005년 7월 29일 미국에서 부에나 비스타 픽처스 디스트리뷰션에 의해 극장 개봉되었으며, 제작 예산 3,500만 달러 대비 전 세계 수익 8,640만 달러를 달성했다. 이 영화는 개봉 당시 평단와 관객으로부터 대체로 긍정 평가를 받았으며, 이후 컬트 영화로 인정을 받았다.

## 줄거리
윌 스트롱홀드는 유명 슈퍼히어로 부모님 밑에서 자랐지만 정작 자신은 초능력이 없어 부모님 모교이자 하늘에 떠 있는 비밀 학교 스카이 하이에 입학하며 걱정에 휩싸인다.
등교 첫날 윌은 인기 많은 상급생 궨을 만나 마음을 빼앗긴다. 윌은 초능력 부족으로 “히어로 서포트” 반에 배정되어 다른 학생들의 사이드킥 역할을 하게 되고, 친구 레일라와 함께 학교의 차별적인 교육 시스템에 반발한다.
한편 윌의 아버지 스티브는 16년 전 숙적 로열 페인이 남긴 무기 “패시파이어”를 아끼지만 이 무기가 숨겨진 카메라로 감시를 받고 있다는 사실은 모른다. 그러던 중 윌은 학교에서 불을 다루는 능력을 가진 워런 피스와 갈등을 겪고, 둘이 싸우는 과정에서 윌이 아버지에게서 물려받은 강력한 힘이 개화한다. 히어로 반으로 옮긴 윌은 궨과 가까워지면서 레일라와 사이드킥 친구들을 소홀히 대한다. 
궨은 윌을 속여 윌이 집에서 파티를 열게 하고 패시파이어를 훔친다. 궨의 정체는 다름 아닌 로열 페인으로 드러난다. 궨은 죽음을 위장해 숨어 살면서 패시파이어의 힘으로 나이를 거꾸로 먹어 온 것이다. 궨은 과거 스카이 하이가 자신이 지닌 능력을 이해하지 못해 자신을 히어로 서포트 반에 배정하여 사이드킥으로 만들었던 것에 깊은 앙심을 품어 왔다. 궨은 윌의 부모님, 학교 재학생, 교직원을 납치하여 나이를 거꾸로 먹게 한 뒤 자신과 같은 악당으로 키워 스카이 하이에 복수를 할 생각이다.
진실을 알게 된 윌은 레일라와 화해하고, 워런과 다른 조력자 친구들의 도움을 받아 궨 일당에게 맞선다. 이 과정에서 윌은 어머니의 비행 능력도 발현하게 되고, 모두와 힘을 합쳐 궨을 물리치고 학교를 구한다. 사건 이후 윌은 워런과 절친이 되고 레일라와는 연인이 된다.

## 출연진
- 마이클 앵거라노 - 윌리엄 “윌” 시어도어 스트롱홀드 역
- 커트 러셀 - 스티브 스트롱홀드 / 더 커맨더 역
- 켈리 프레스턴 - 조시 더마코스트롱홀드 / 제트스트림 역
- 대니엘 패너베이커 - 레일라 윌리엄스 역
- 메리 엘리자베스 윈스테드 - 궨덜린 “궨” 그레이슨 / 로열 페인 / 수전 “수” 테니 역
  - 패트릭 워버턴 - 로열 페인 역 (목소리)
- 스티븐 스트레이트 - 워런 피스 역
- 디 제이 대니얼스 - 이선 뱅크 / 팝시클 역
- 켈리 비츠 - 머젠타 “매지” 루이스 역
- 니컬러스 브론 - 재커리 “잭” 브론 / 잭 어택 역
- 제이크 샌드비그 - 래시 역
- 윌 해리스 - 스피드 역
- 린다 카터 - 파워스 교장 역
- 브루스 캠벨 - 토미 부머프스키 / 부머 코치 / 소닉 붐 역
- 케빈 헤퍼넌 - 론 윌슨 역
- 클로리스 리치먼 - 스펙스 간호사 역
- 짐 래시 - 그레이슨 씨 / 스티치스 역
- 데이브 폴리 - 조너선 보이 역 / 올아메리칸 보이 역
- 케빈 맥도널드 - 메둘라 교수 역
- 톰 케니, 질 탤리 - 체스터 티머먼 부부 역 (카메오 출연)

## 같이 보기
- 줌 (2006년 영화)
- 나의 히어로 아카데미아